# Rolf Praml
Rolf Praml (* 18. September 1948 in Frankenthal (Pfalz)) ist ein deutscher Rechtsanwalt, Kommunalpolitiker (SPD) und ehemaliger Staatssekretär in Hessen.

## Biografie
Rolf Praml studierte Jura an den Universitäten Mannheim und Heidelberg. 
Praml war von 1981 bis 1986 im Hessischen Ministerium für Umwelt und Energie tätig. 1986 wechselte er als Umweltdezernent nach Nürnberg und trug 1988 die Nürnberger Einwendungen gegen die Wiederaufarbeitungsanlage Wackersdorf vor. 1991 kehrte er als Staatssekretär im Hessischen Ministerium für Landesentwicklung, Wohnen, Landwirtschaft und Naturschutz nach Wiesbaden zurück. Er wechselte 1995 als Staatssekretär in das Hessische Ministerium für Wissenschaft und Kunst und schied 1999 aus. Danach war er bis 2006 leitender Angestellter der Deutschen Telekom AG. Seit 2007 praktiziert er als Rechtsanwalt.
Von 1997 bis 2005 vertrat er seine Partei in der Stadtverordnetenversammlung von Wiesbaden. 1997 und 2003 kandidierte er für das Amt des Oberbürgermeisters der hessischen Landeshauptstadt.